# Feksofenadin
Feksofenadin (Alegra, Telfast, Fastofen, Tilfur, Vifas, Telfekso, Alerfekso) je antihistaminski lek koji se koristi za treatman alergijskog rinitisa, simptoma alergije, i urtikarije.
On je razvijen kao zamena i alternativa za terfenadin (prodajna imena: Triludan i Seldane), koji uzrokuje produženje QT intervala, što potencijalno može da dovede od srčane aritmije. Feksofenadin, kao i drugi antihistamini druge i treće generacije, ne prolaze lako kroz krvno moždanu barijeru, i stoga u manjoj meri uzrokuju pospanost od antagonista histaminskog receptor prve generacije. Feksofenadin je antagonist H1 receptora.
Feksofenadin se opisuje kao bilo antihistamin druge ili treće generacije.

## Sinteza
Feksofenadin se može sintetisati počevši od etil piperidin-4-karboksilata i 4-bromofenilacetonitrila.

## Literatura
- Rampe, D; Wible, B; Brown, AM; Dage, RC (1993). „Effects of terfenadine and its metabolites on a delayed rectifier K+ channel cloned from human heart”. Molecular Pharmacology. 44 (6): 1240—5. PMID 8264561.
- Lednicer, Daniel (1999). The Organic Chemistry of Drug Synthesis. 6. New York: Wiley Interscience. ISBN 978-0-471-24510-0.

## Spoljašnje veze
- [http://www.patient.co.uk/showdoc/30003786/
- [http://www.druglib.com/druginfo/allegra/